# Laval-sur-Luzège
Laval-sur-Luzège è un comune francese di 96 abitanti situato nel dipartimento della Corrèze nella regione della Nuova Aquitania.
Sul territorio comunale scorre il Sombre.

## Società

### Evoluzione demografica
Abitanti censiti